# МК Алжир
«МК Алжир» (фр. Mouloudia Club d'Alger) — алжирский футбольный клуб из столичного Алжира. Выступает в чемпионате Алжира. Основан в 1921 году. Домашние матчи проводит на стадионе «5 июля 1962», вмещающем 80 200 зрителей.

## История

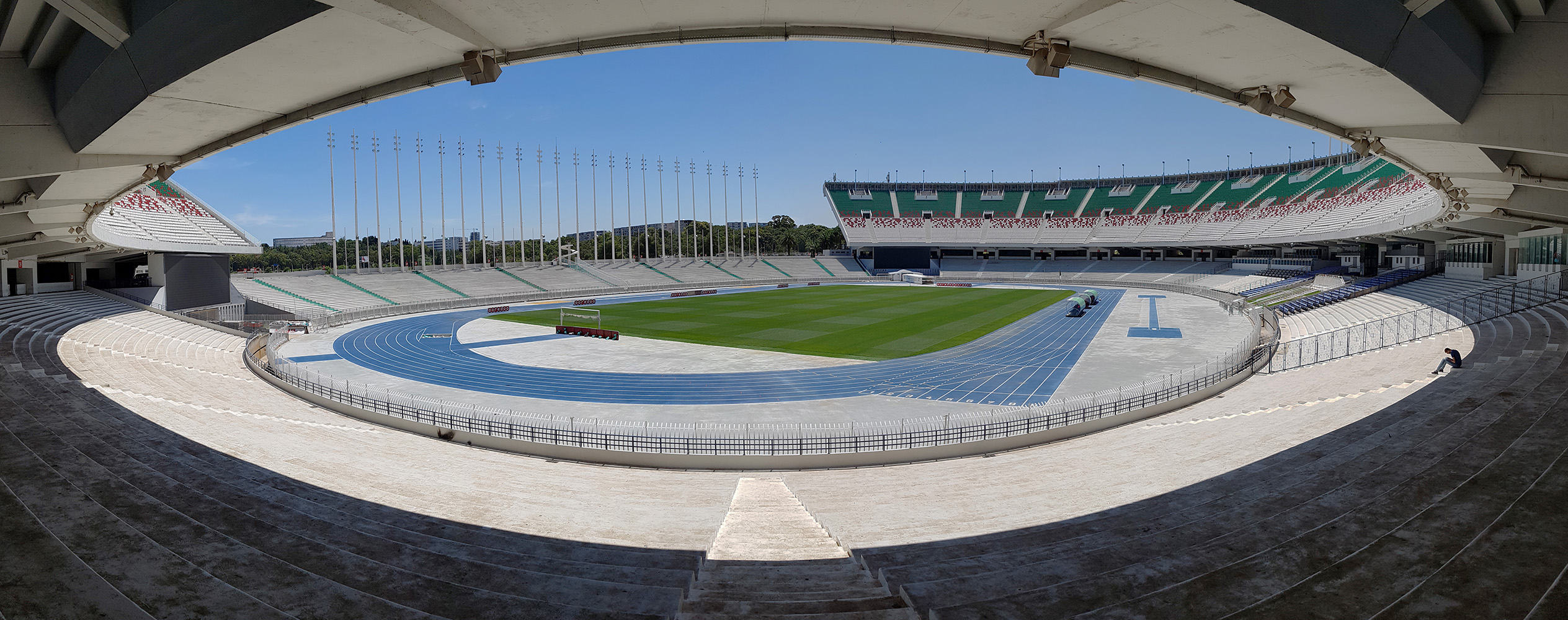
Стад Дю 5 Жуйе 1962

«МК Алжир» по своим регалиям является одним из самых успешных клубов Алжира, уступая по количеству выигранных титулов чемпиона Алжира лишь «Кабилии» (14 титулов) и Белуиздаду (10)Профессиональная Лига 1. Титулы и успехи.

В 1976 году «МК Алжир» первым из алжирских клубов выиграл самый престижный континентальный турнир Африки — Кубок чемпионов и являлся сильнейшим клубом своей страны на всём протяжении 1970-х годов. За этот период команда пять раз становилась чемпионом страны и трижды выигрывала Кубок Алжира. Далее «МК Алжир» надолго уступил лидирующие позиции «Кабилии» и другим клубам. Лишь в 1999 году клуб выиграл чемпионат в шестой раз, дважды подряд, в 2006 и 2007 годах, выигрывал Кубок и Суперкубок Алжира.

## Достижения

### Национальные
- Чемпион Алжира — 9 (1972, 1975, 1976, 1978, 1979, 1999, 2010, 2019, 2024)
- Обладатель Кубка Алжира — 7 (1971, 1973, 1976, 1983, 2006, 2007, 2014)
- Обладатель Суперкубка Алжира — 2 (2006, 2007)

### Международные
- Лига чемпионов КАФ (1)
  - Победитель: 1976
- Кубок обладателей Кубков Магриба (2)
  - Победитель: 1972, 1974